# Гопалгандж (округ, Индия)
Гопалгандж (англ. Gopalganj) — округ на северо-западе индийского штата Бихар. Административный центр — город Гопалгандж. Площадь округа — 2033 км². По данным всеиндийской переписи 2001 года население округа составляло 2 152 638 человек. Уровень грамотности взрослого населения составлял 47,48 %, что ниже среднеиндийского уровня (59,5 %).